# 2000年シドニーオリンピックのブルガリア選手団
2000年シドニーオリンピックのブルガリア選手団（2000ねんシドニーオリンピックのブルガリアせんしゅだん）は、2000年9月15日から10月1日にかけてオーストラリアのニューサウスウェールズ州シドニーで開催された2000年シドニーオリンピックのブルガリア選手団、およびその競技結果。

## 概要
今大会は金メダル5個、銀メダル6個、銅メダル2個の合計13個のメダルを獲得した。

## メダル
| メダル | 選手名                 | 競技       | 種目                     |
| ------ | ---------------------- | ---------- | ------------------------ |
| 金     | テレザ・マリノワ       | 陸上       | 女子三段跳               |
| 金     | アルメン・ナザリャン   | レスリング | 男子グレコローマン58kg級 |
| 銀     | セラフィン・バルザコフ | レスリング | 男子フリースタイル63kg級 |
| 銅     | ヨルダン・ヨブチェフ   | 体操       | 男子ゆか                 |
| 銅     | ヨルダン・ヨブチェフ   | 体操       | 男子つり輪               |